# Гюрсой, Бедри
Бедри Гюрсой (тур. Bedri Gürsoy; 1904, Стамбул — 4 февраля 1994, Стамбул) — турецкий футболист, играл на позиции нападающего. Участник Олимпийских игр (1924, 1928).

## Биография

### Клубная карьера
Всю футбольную карьеру Гюрсой играл за «Фенербахче», в составе которого выиграл Стамбульскую лигу в 1923 году. Всего за «жёлтых канареек» сыграл 134 матча и забил 34 гола.

### Карьера в сборной
Дебютировал в сборной Турции 26 октября 1923 года в матче со сборной Румынии; матч завершился со счётом 2:2. В составе сборной Турции принимал участие на олимпийском футбольном турнире 1924 года, где сыграл в матче, где сыграл в матче против сборной Чехословакии (2:5).
Спустя четыре года был в заявке сборной на олимпийском футбольном турнире 1928 года, но на поле так и не появился. Всего за сборную Турции сыграл 12 матчей и забил 2 гола.

### Смерть
Скончался 4 февраля 1994 года в возрасте 89 или 90 лет.

## Достижения
«Фенербахче»
- Чемпион Стамбульской лиги (1): 1922/23